# 闇にうかぶ微笑み
『闇にうかぶ微笑み』（やみにうかぶほほえみ）は、1973年に日本テレビ系列『土曜日の女シリーズ』枠で放映された国際放映制作のテレビドラマである。全6話。
前年の連続テレビ小説『藍より青く』でヒロインを務めた真木洋子の民放初主演作品。

## キャスト
国枝夕子
演 - 真木洋子
14歳の頃に父の友人である大和田広樹に引き取られて以来、彼を父親同然に慕っている。恋人の加納淳一が殺されたショックで記憶喪失となる。
村木和彦
演 - 峰岸隆之介
記憶喪失となった夕子の夫を名乗り大和田家に住み込む男。
三田村敬
演 - 川合伸旺
大和田家の運転手。
国枝勝人
演 - 柴田侊彦
夕子の兄。東和機械工業社員。
三田村美恵
演 - 夏海千佳子
三田村の妻。大和田家の女中。勝人と夕子とは異母姉弟。
加納淳一
演 - 神太郎（第一回・第三回 - 第五回）
夕子の恋人。ジャーナリスト。
山城
演 - 津野哲郎（第二回・第四回・最終回）
大和田の秘書。
アナウンサー
演 - 竹内公一（第一回）

大和田志津江
演 - 岩崎加根子
大和田広樹の妻。
大和田広樹
演 - 池部良
国枝夕子の養父。東和機械工業社長。
その他
演 - 有馬昌彦（第一回・第二回）、松風はる美（第一回・第二回）、灰地順（第一回・第三回・第五回・最終回）、佐野哲也（第一回）、J・リチャードソン（第一回）、大倉賢二（第一回・第四回）、青木敏夫（第一回）、小沢裕司（第二回）、中原成男（第三回）、大橋芳枝（第四回）、奥野匡（第五回）、三上左京（第五回）、中條二郎（第五回）

ナレーター
声 - 矢島正明

## スタッフ
- 企画 - 小坂敬
- プロデューサー - 仲川哲朗、山口剛
- 脚本 - 中島丈博
- 音楽 - 大野雄二
- 撮影 - 片岡二郎
- 照明 - 関川次郎
- 録音 - 新楠元（第一回・第二回）、富田実（第三回 - 最終回）
- 整音 - 黒丸治夫
- 美術 - 朝生治男
- 編集 - 池月正
- 助監督 - 後藤秀司
- 選曲 - 鈴木清司
- 制作担当 - 山口謙二
- 舞台装置 - 美建興業
- 現像所 - 東洋現像所
- 協力 - 赤坂木馬、ブティック ミノリ、富士ファニチァ（第一回）、フクヤマピアノ、丸石家具（第二回 - 最終回）
- 監督 - 野村孝
- 制作 - 国際放映

## 放送日程
| 話数   | 放送日        | 脚本     | 監督   |
| ------ | ------------- | -------- | ------ |
| 第一回 | 1973年4月7日  | 中島丈博 | 野村孝 |
| 第二回 | 1973年4月14日 | 中島丈博 | 野村孝 |
| 第三回 | 1973年4月21日 | 中島丈博 | 野村孝 |
| 第四回 | 1973年4月28日 | 中島丈博 | 野村孝 |
| 第五回 | 1973年5月11日 | 中島丈博 | 野村孝 |
| 最終回 | 1973年5月12日 | 中島丈博 | 野村孝 |

## 映像ソフト化
2024年4月26日、ベストフィールドよりDVDが発売。